# Mano del Desierto
A  Mão do Deserto (Mano del Desierto, em espanhol) é uma escultura de uma mão localizada no Deserto de Atacama no Chile, a 75 km ao sul da cidade de Antofagasta, na Rodovia Pan-americana. Foi construída pelo escultor chileno Mario Irarrázabal e inaugurada em 1992. Localiza-se a uma altitude de 1100 metros acima do mar. A escultura recebe a visita de muitos turistas, por se localizar às margens da rodovia.

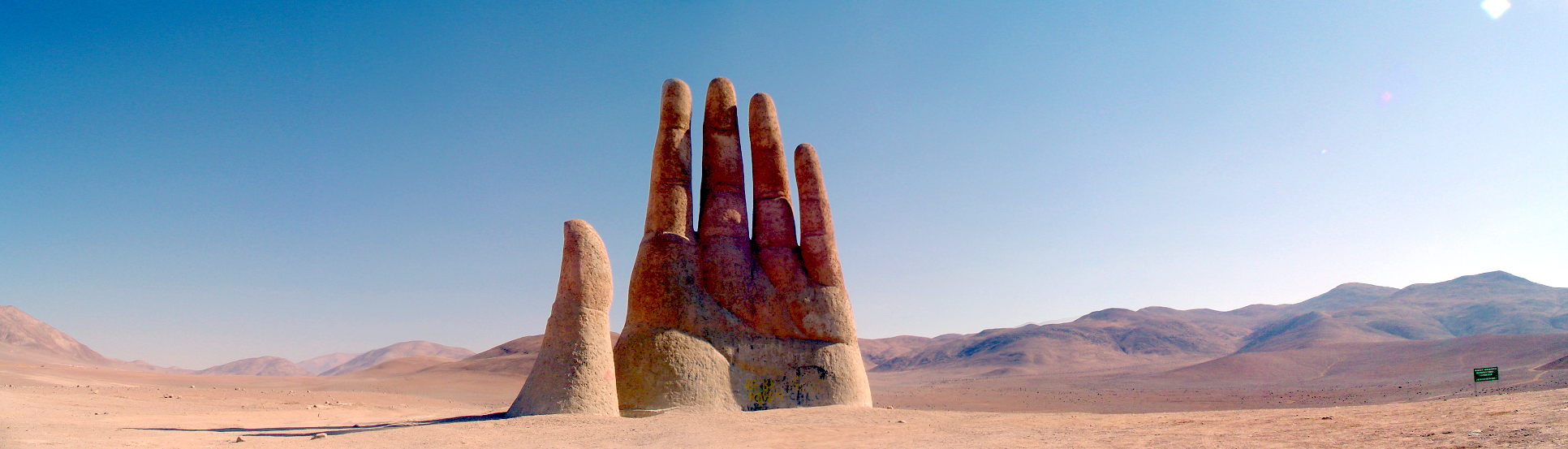
Mano del Desierto.